# アカリコビトザメ
アカリコビトザメ Euprotomicroides zantedeschia は、ヨロイザメ科に属するサメの一種。アカリコビトザメ属は単型である。大西洋南部と太平洋南東部の深海から4個体が得られている。小型で、胸鰭がパドル状になることと、腹面に青い生物発光液を放出する袋状器官を持つことが特徴である。生態はあまり分かっておらず、IUCNは保全状況を軽度懸念としている。

## 分類
最初の標本は1963年、ケープタウンのトロール船 Arum によって採集され、新種と認定されるまではナガハナコビトザメとされていた。属名 Euprotomicroides はオキコビトザメ (Euprotomicrus bispinatus) に似ることに由来し、種小名 zantedeschia は、標本を採集した Arum の名がオランダカイウ (Zantedeschia aethiopica) の英名から来ていることに由来する。
歯列に基づいた系統解析では、本種はヨロイザメ科で最も基底的な種であるという結果が得られた。はっきりした化石記録はないが、暁新世前期（6550-5580万年前）にツノザメ類が中層へと適応放散する中で進化したと考えられる。また、本種とよく似たPalaeomicroides ursulae の歯化石がドイツのカンパニアン前期の地層から発見されている。

## 分布
トロール船により、南アフリカの深度460-640mとブラジル沖公海上の深度200m近辺から1個体ずつ、チリのファン・フェルナンデス諸島付近の海域で2個体が得られている。これらの記録から外洋域に生息すると推測されるが、網が曳かれた海底付近に生息するのか、網を引き上げる途中で通過する中層に生息するのかは不明である。

## 形態
体は側扁し、長く丸い吻と大きく楕円形の眼を持つ。口は大きく、上顎に29、下顎に34の歯列がある。上顎歯は小さく針状。下顎歯は大きく三角形で、基部は左右の歯と結合して連続した切断面を形成する。唇は厚く縁取られるが、ダルマザメのような吸盤状にはならない。鰓裂は5対で大きく、後方の鰓裂ほど大きくなる。
背鰭は2基で丸く、棘を欠く。第一背鰭は第二背鰭より小さく、胸鰭と腹鰭の中間付近に位置する。胸鰭は大きく広がりパドル状になる。腹鰭は小さく、第二背鰭に対在する。臀鰭はない。尾鰭下葉は大きく、長い上葉の先端には明瞭な欠刻がある。皮歯は細かく重なり合わない。各皮歯は、中央の丸い窪みから伸びる放射状の隆起線を持つ。背面は暗褐色で腹面は黒。鰭の縁は明色である。体には小さな発光器が散らばる。最初の個体は誤って成熟雄とされたが、実際は未成熟雌で17.6cmの大きさ、2番目の個体は成熟雄で41.6cmの大きさである。その後、チリからは成熟した雌も見つかった。

## 生態
筋肉質で葉状の胸鰭からは、サメよりもギンザメに似て、胸鰭によって泳ぐ、または水中に漂うことが予想される。頑丈な顎と歯によって、比較的大型の獲物を襲うことが可能なようである。総排泄孔の前方には皮歯を欠いた袋状の溝があり、内部には多数の乳頭状突起が密に詰め込まれている。この袋の入口は皮褶で裏打ちされたスリットとなっており、生時には不明な機構によって青く輝く液体を放出する。他のヨロイザメ類と同じく無胎盤性胎生だと推測されている。

## 人との関わり
小型であることと、おそらくその生息域から、通常の漁業によって捕獲されることはない。IUCNは保全状況を情報不足としている。